# Every Little Step
Pour plus de détails, voir Fiche technique et Distribution.
Every Little Step est un film documentaire américain produit et réalisé par James D. Stern et Adam Del Deo, et sorti en 2008.
Il a remporté le Satellite Award du meilleur film documentaire en 2009.

## Synopsis
Le film retrace le casting et la production de la comédie musicale A Chorus Line à Broadway (759 représentations entre 2006 et 2009).

## Fiche technique
- Réalisation et production: James D. Stern et Adam Del Deo
- Lieu de tournage :  42nd Street Studios, Manhattan, New York City
- Durée : 96 minutes
- Date de sortie : 2008

## Distinctions
- 2009 : Satellite Award du meilleur film documentaire
- Meilleur film documentaire lors de la 45e cérémonie des Kansas City Film Critics Circle Awards
- Nommé lors de la 3e cérémonie des Houston Film Critics Society Awards